# 4720 Tottori
4720 Tottori este un asteroid din centura principală, descoperit pe 19 decembrie 1990 de Seiji Ueda și Hiroshi Kaneda.